# Oreoweisia weisioides
Oreoweisia weisioides är en bladmossart som beskrevs av Brotherus 1929. Oreoweisia weisioides ingår i släktet alpmossor, och familjen Dicranaceae. Inga underarter finns listade i Catalogue of Life.